# Нововасилівка (Запорізький район)
Нововаси́лівка — село в Україні, у Запорізькому районі Запорізької області. Входить до складу Павлівської сільської громади.
Площа села — 111,6 га. Кількість дворів — 153, кількість населення на 1 січня 2007 року — 432 особи.

## Географія
Село Нововасилівка знаходиться на відстані 2 км від міста Вільнянськ і сіл Поди і Спасівка. Поруч проходить автомобільна дорога Н15.
Село розташоване за 32 км від обласного центру. Найближча залізнична станція — Вільнянськ — знаходиться за 7 км від села.

## Історія
Нововасилівка утворилась як хутір Василевський в 1922—1923 роках.
У 1932—1933 селяни пережили сталінський геноцид.
21 вересня 1943 в ході Німецько-радянської війни Нововасилівку захопила Червона армія, було відновлено радянський окупаційний режим. День села і досі [коли?] відзначається 21 вересня.
З 24 серпня 1991 року село входить до складу незалежної України.
До 2016 орган місцевого самоврядування — Павлівська сільська рада.
12 червня 2020 року, відповідно до розпорядження Кабінету Міністрів України № 713-р «Про визначення адміністративних центрів та затвердження територій територіальних громад Запорізької області», село увійшло до складу Павлівської сільської територіальної громади.
19 липня 2020 року, в результаті адміністративно-територіальної реформи та ліквідації Вільнянського району, село увійшло до складу новоутвореного Запорізького району.

## Сьогодення
У селі працює загальноосвітня школа — у 2021 р. — Нововасилівський навчально-виховний комплекс. Школа має витоки з 1920-х років, але повноцінно запрацювала у новому приміщенні у 1961 році. Станом на 01.09.2021 р. у школі функціонують 1—9 класи, навчається 117 учнів та її відвідує 10 дошкільнят.
Поблизу села знаходиться братська могила вояків Червоної армії.
У селі в листопаді 2021 р. почав працювати храм Православної Церкви України, який в часі став першим представництвом ПЦУ у колишньому Вільнянському районі.
У 2023 році в селі збудовано Алею Пам'яті загиблих воїнів-земляків — захисників України у Російсько-Українській війні ХХІ ст.

## Населення

### Мова
Розподіл населення за рідною мовою за даними перепису 2001 року:
| Мова            | Кількість | Відсоток |
| --------------- | --------- | -------- |
| українська      | 403       | 90.97%   |
| російська       | 39        | 8.80%    |
| інші/не вказали | 1         | 0.23%    |
| Усього          | 443       | 100%     |